# Opisthocoelicaudia
Opisthocoelicaudia skarzynskii
Genre
Espèce
Opisthocoelicaudia est un genre éteint de dinosaures sauropodes titanosauriens qui vivait au Crétacé supérieur dans ce qui est maintenant la Mongolie.
Une seule espèce a été décrite, l'espèce type : Opisthocoelicaudia skarzynskii, découverte en 1965 dans le désert de Gobi et décrite en 1977 par la paléontologue polonaise Maria Magdalena Borsuk-Białynicka (en).

## Étymologie
Le nom de genre Opisthocoelicaudia, est composé des mots du grec ancien « οπισθή », « opisthe » « dos » et « κοιλος », « koilos », « creux », et du mot latin « cauda » « queue ». L'ensemble fait allusion à la morphologie opisthocèle des vertèbres de la partie antérieure de la queue, avec un corps vertébral creux vers l'arrière et convexe vers l'avant. Le nom d'espèce rend hommage à Wojciech Skarżyński, le préparateur du fossile.

## Datation

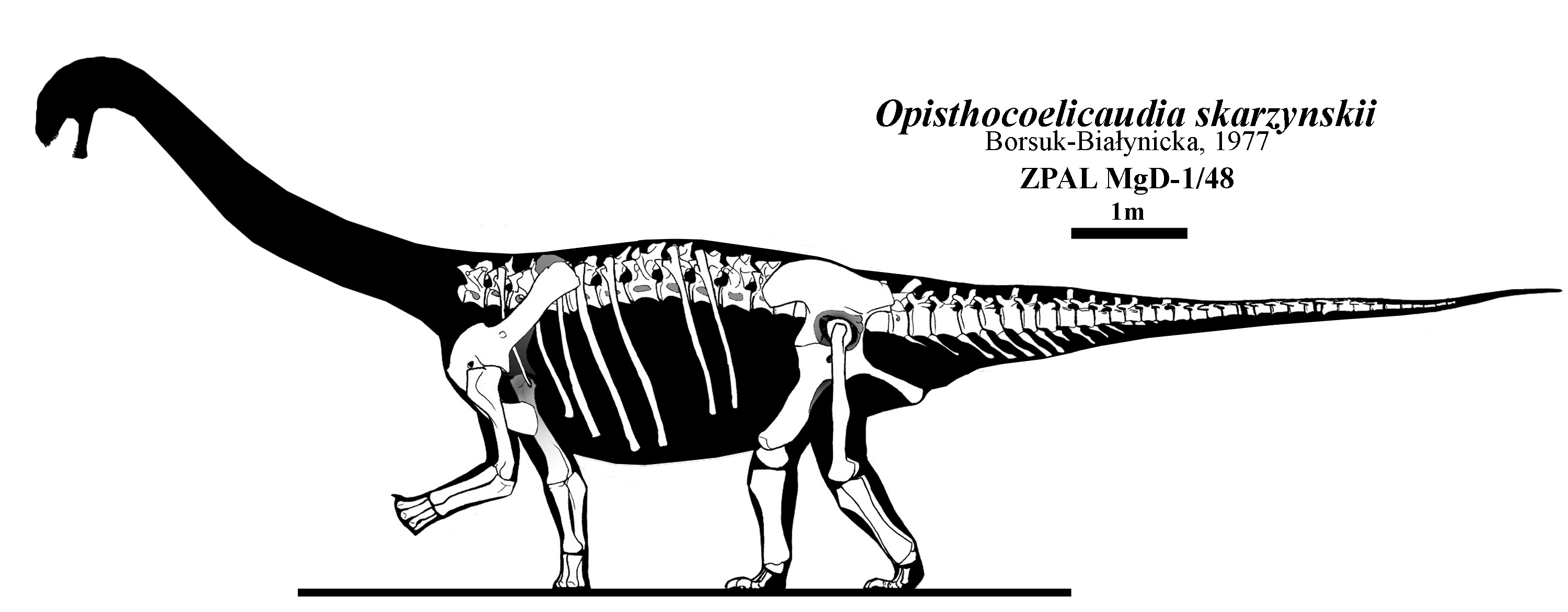
Silhouette d'Opisthocoelicaudia avec, en blanc, les os retrouvés. Posture « à l'horizontale » de l'animal (remise en cause, voir schéma ci-dessous).

Les restes fossiles d'Opisthocoelicaudia ont été découverts dans la formation géologique de Nemegt, au lieu-dit Altan Uul dans le bassin de Nemegt, situé dans la partie nord-ouest du désert de Gobi, dans le sud de la Mongolie. La formation de Nemegt est datée de la fin du Crétacé supérieur, du Maastrichtien inférieur, soit il y a environ entre 71 et 69 Ma (millions d'années). Dans ces mêmes niveaux sédimentaires ont été trouvés des fossiles du tyrannosauridé Tarbosaurus, de l'ornithomimosaure géant Deinocheirus, du pachycéphalosaure Homalocephale. Un seul autre sauropode accompagnait Opisthocoelicaudia : Nemegtosaurus.

## Description

A : Posture avec un dos à l'horizontale selon la reconstitution initiale de 1977. B : Posture avec les épaules (scapula en vert) plus redressées donnant un dos incliné vers l'arrière (2007).

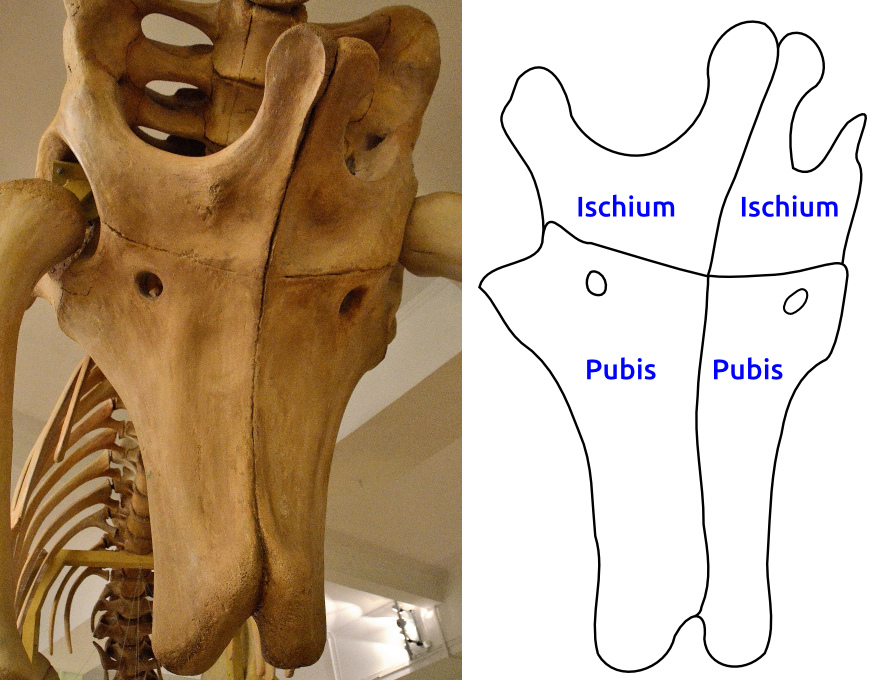
Os du pubis et ischions soudés d'Opisthocoelicaudia.

L'holotype (ZPAL MgD-Ij48) a été découvert en 1965 dans le cadre d'une expédition polono-mongole. C'était un sauropode de taille plutôt modeste qui mesurait 15 mètres de long, et était presque aussi haut qu'une girafe. L'estimation de son poids fait l'objet de longues discussions scientifiques avec une très large fourchette allant de 8,4 tonnes en 1997 à 25,4 tonnes en 2014.
Comme les autres sauropodes, il est caractérisé par une petite tête à l'extrémité d'un très long cou et un tronc en forme de baril porté par quatre pieds en forme de colonne. Sur une de ses pattes, des marques de dents ont été observées, probablement dues à un dinosaure carnivore s'étant repu de son cadavre.
Sa principale caractéristique, qui lui a donné son nom, est la forme opisthocèle de l'imbrication des vertèbres antérieures de sa queue qui montrent un corps vertébral en creux vers l'arrière (vers la pointe de la queue). Cette spécificité donne de la puissance et de la rigidité à la queue de l'animal ; elle a conduit les paléontologues à considérer que l'animal avait la capacité de se dresser sur ses pattes arrière en se stabilisant avec sa queue pour, par exemple, se nourrir de hauts feuillages.
Une autre caractéristique d'Opisthocoelicaudia s'observe au niveau du bassin qui montre une symphyse pubienne soudée ce qui renforce l'aptitude de l'animal à se tenir sur ses pattes arrière en s'appuyant sur sa queue.

## Classification

### Relation avecNemegtosaurus

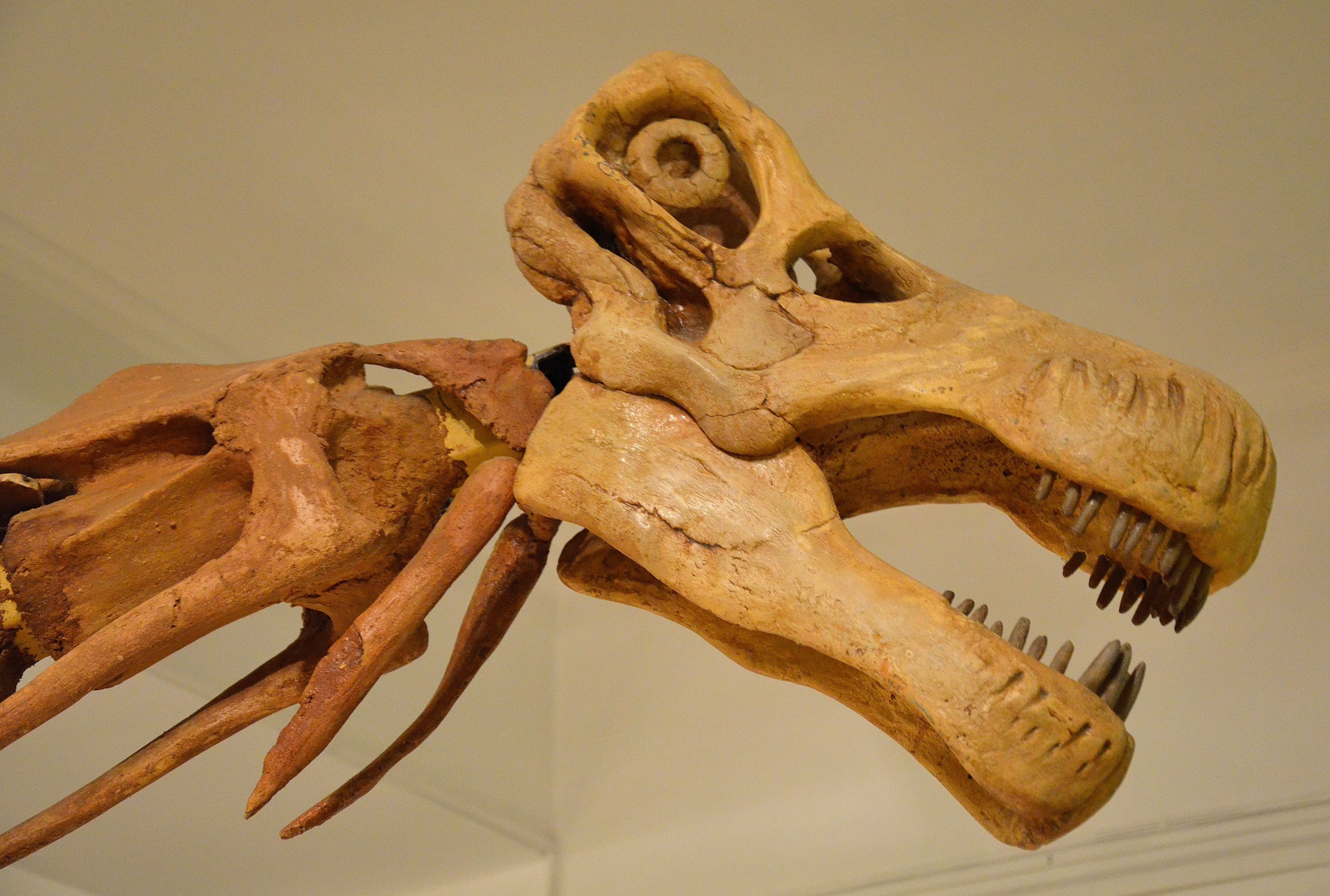
Moulage en plâtre d'un crâne de Nemegtosaurus, monté sur un squelette d'Opisthocoelicaudia, Musée de l'évolution de l'Académie des sciences de Pologne, Varsovie.

Le seul autre sauropode trouvé dans la formation de Nemegt avec Opisthocoelicaudia est Nemegtosaurus, connu uniquement par un crâne. Pour Opisthocoelicaudia aucun crâne n'a jamais été identifié alors que tous les os postcrâniens de sauropodes trouvés dans la formation de Nemegt lui sont attribués. Plusieurs paléontologues considèrent donc depuis les années 2000 que les deux genres sont synonymes.
Dans ce cas, selon le code international de nomenclature zoologique (CINZ), le nom le plus ancien ayant priorité sur les synonymes plus jeunes, si Opisthocoelicaudia était confirmé comme un synonyme de Nemegtosaurus, le nom de genre Nemegtosaurus resterait valide et remplacerait celui d'Opisthocoelicaudia.

### Phylogénie
Opisthocoelicaudia  est rattaché à la famille des Saltasauridae avec les genres Alamosaurus, Neuquensaurus, Rocasaurus et Saltasaurus. Il est le groupe frère d'Alamosaurus, avec lequel il forme le sous-groupe monophylétique des Opisthocoelicaudiinae.
Le cladogramme suivant reprend cette interprétation basée sur l'étude de Calvo et de ses collègues en 2007 :
|  | Opisthocoelicaudia |
|  |                    |
|  | Alamosaurus        |
|  |                    |

|  | Neuquensaurus                                              |
|  |                                                            |
|  | \| \| Rocasaurus \| \| \| \| \| \| Saltasaurus \| \| \| \| |
|  |                                                            |
|  | Rocasaurus                                                 |
|  |                                                            |
|  | Saltasaurus                                                |
|  |                                                            |

|  | Rocasaurus  |
|  |             |
|  | Saltasaurus |
|  |             |

|  | Opisthocoelicaudia |
|  |                    |
|  | Alamosaurus        |
|  |                    |

|  | Neuquensaurus                                              |
|  |                                                            |
|  | \| \| Rocasaurus \| \| \| \| \| \| Saltasaurus \| \| \| \| |
|  |                                                            |
|  | Rocasaurus                                                 |
|  |                                                            |
|  | Saltasaurus                                                |
|  |                                                            |

|  | Rocasaurus  |
|  |             |
|  | Saltasaurus |
|  |             |